# Armando Petrucci
Armando Petrucci (Roma, 1º maggio 1932 – Pisa, 23 aprile 2018) è stato un paleografo, medievista, diplomatista e codicologo italiano.

## Biografia
Laureatosi in Lettere presso l'Università di Roma La Sapienza nel 1955, fu dapprima archivista di Stato e poi conservatore dei manoscritti alla Biblioteca dell'Accademia Nazionale dei Lincei e Corsiniana dal 1956 al 1972, quindi dal 1972 docente di paleografia e diplomatica nelle università di Salerno (1972-74) e La Sapienza di Roma (1974-91) e dal 1991 alla Scuola Normale Superiore a Pisa. Insegnò presso diverse università straniere: Michigan University ad Ann Arbor, Stanford University, Berkeley University, Collège de France, École des Hautes Études en Sciences Sociales) e diresse due riviste scientifiche: Scrittura e civiltà, da lui fondata nel 1977, e Alfabetismo e cultura scritta.
Fu associato, quindi associato emerito, infine membro associato emerito dell'Accademia Reale del Belgio dal 1995 e socio corrispondente dell'Accademia Nazionale dei Lincei, dal 2005.
Armando Petrucci è scomparso a Pisa nel 2018, quasi ottantaseienne.

## Gli studi
Di formazione marxista, utilizzò inizialmente in modo tradizionale i metodi e gli strumenti dell'analisi paleografica, producendo contributi alla paleografia latina.

Successivamente applicò tali mezzi a un contesto sempre più vasto, definibile nei termini di una "storia della scrittura latina", capace di rendere conto di fenomeni di alfabetismo, diffusione sociale dello scritto, impiego della scrittura nell'arte figurativa, diffusione e conservazione dei testi letterari:

## Opere principali
- La scrittura di Francesco Petrarca, Città del Vaticano, Biblioteca apostolica vaticana, 1967.
- con Giulia Barone, Primo: non leggere. Biblioteche e pubblica lettura in Italia dal 1861 ai nostri giorni, Milano, Mazzotta, 1976.
- Libri, scrittura e pubblico nel Rinascimento, Roma-Bari, Laterza, 1979.
- La descrizione del manoscritto. Storia, problemi, modelli, Roma, NIS, 1984.
- La scrittura. Ideologia e rappresentazione, Torino, Einaudi, 1986.
- Scrivere e no. Politiche della scrittura e analfabetismo nel mondo d'oggi, Roma, Editori Riuniti, 1987. ISBN 88-359-3122-3
- Breve storia della scrittura latina, Roma, Bagatto Libri, 1992.
- con Carlo Romeo, Scriptores in urbibus: Alfabetismo e cultura scritta nell'Italia altomedievale, Bologna, Il Mulino, 1992. ISBN 88-15-03791-8
- Medioevo da leggere: guida allo studio delle testimonianze scritte del medioevo italiano, Torino, Einaudi, 1992. ISBN 88-06-12995-3
- Le scritture ultime: ideologia della morte e strategie dello scrivere nella cultura occidentale, Torino, Einaudi, 1995. ISBN 88-06-13699-2
- Scrittura ed epistolografia. Inaugurazione del corso biennale, anni accademici 2002-2004. Città del Vaticano, 14 ottobre 2002, Città del Vaticano, Scuola vaticana di paleografia diplomatica e archivistica presso l'Archivio segreto vaticano (Roma, Gangemi), 2004.
- Prima lezione di paleografia, Roma-Bari, Laterza, 2002. ISBN 88-420-6643-5 / ISBN 978-88-420-6643-9
- Scrivere lettere. Una storia plurimillenaria, Roma-Bari, Laterza, 2008. ISBN 978-88-420-8527-0
- Letteratura italiana: una storia attraverso la scrittura, Roma, Carocci, 2017. ISBN 978-88-430-8547-7